# Erik Lindahl (präst)
Erik Lindahl, född 19 januari 1717 i Umeå landsförsamling, Västerbottens län, död 1 november 1793, var en präst i Svenska kyrkan och språkman med inriktning på samiska. Erik Lindahl var son till komministern i Umeå landsförsamling, Olof Erik Lindahl, och hans hustru Sara Hellberg. Efter att ha prästvigts 1740 blev Erik Lindahl 1743 pastorsadjunkt hos Pehr Fjellström i Lycksele församling och gifte sig samma år med Fjellströms dotter Anna Agatha. År 1749 blev Erik Lindahl komminister i Sorsele församling innan han 1767 efterträdde sin svärfar som kyrkoherde i Lycksele. Tillsammans med kyrkoherden i Jokkmokks församling, Johan Öhrling, utarbetade Lindahl Lexicon Lapponicum, som utkom 1780 och länge förblev den viktigaste samisk-svenska ordboken.